# Jamie Clark
Jamie Clark (* 26. September 1996 in Kennoway) ist ein schottischer Dartspieler.

## Karriere
International trat Clark erstmals 2015 bei der British Darts Organisation (BDO) in Erscheinung. Im Juni erreichte er beim Scottish Classic das Achtelfinale. In den folgenden Jahren versuchte er zweimal ohne Erfolg sich über den offenen Qualifier zur BDO World Darts Championship zu spielen. Auch bei anderen Turnieren der BDO war Clark wenig erfolgreich.
Im Januar 2020 versuchte sich Clark erstmals an der PDC Qualifying School. Für eine Tour Card reichte es jedoch nicht, sodass Clark die Challenge Tour spielen musste. Dabei erreichte er am ersten Wochenende direkt ein Achtelfinale. Bei einem der Rileys Amateur Qualifiers für die UK Open 2020 konnte er sich kurz darauf durchsetzen und gab somit im März sein Major-Debüt. Im ersten Spiel traf er auf Rhys Hayden, der ebenfalls einen Pub Qualifier gewonnen hatte, und verlor 5:6.
Beim zweiten Challenge Tour-Wochenende des Jahres im Oktober erreichte Clark beim siebten Turnier das Viertelfinale. Er musste dennoch im darauffolgenden Januar erneut auf die Q-School, um sich eine Tour Card zu erspielen. Nicht erfolgreich, trat Clark erneut bei der Challenge Tour an. Hierbei gelang ihm bei Turnier Nummer 6 der Sieg, als er das Finale gegen Ryan Palmer mit 5:3 gewann.
Bei der Q-School 2022 gehörte Clark am Ende zwar nicht zu den Tagessiegern, erhielt aber als bester Spieler der UK Q-School Order of Merit ebenfalls die Tour Card, womit er berechtigt ist, die PDC Pro Tour 2022 und 2023 zu spielen. Dabei erreichte er direkt beim Players Championship 2 das Achtelfinale, welches er gegen Rob Cross verlor.
Bei seiner zweiten UK Open-Teilnahme gewann er erstmals ein Spiel bei einem Major, und zwar mit 6:0 gegen Shaun McDonald. Er unterlag jedoch in Runde zwei mit 3:6 gegen Martin Lukeman. Ein weiterer größerer Erfolg auf der Pro Tour blieb jedoch aus, somit gelang es ihm nicht, sich für die Weltmeisterschaft zu qualifizieren. Die letzte Chance, der PDPA Tour Card Holder Qualifier Ende November, endete für Clark mit einer 3:7-Niederlage im Endspiel gegen Ryan Joyce.
Bei den UK Open 2023 stieg Clark erst in der zweiten Runde ein. Sein erstes Spiel ging jedoch gegen Richard Veenstra mit 1:6 verloren. Einige Male erspielte sich Clark zwar die dritte Runde auf der Pro Tour, konnte jedoch auch 2023 keinen Erfolg feiern und musste somit seine Tour Card wieder abgeben. An der Q-School 2024 nahm er daraufhin nicht teil.

## Titel

### PDC
- Secondary Tour Events
  - PDC Challenge Tour
    - PDC UK Challenge Tour 2021: 6